# Inundación DNS
La inundación DNS, también conocida como DNS Flood, es un tipo de ataque de DoS, esto es, un proceso que hace que el tráfico de un recurso de red o máquina se detenga durante algún tiempo. El atacante envía una gran cantidad de solicitudes al recurso o máquina para que deje de estar disponible para quienes intenten tener acceso a él. Durante la inundación DNS, el host que se conecta a Internet sufre una sobrecarga de tráfico que provoca su interrupción. También se puede hacer referencia a este tipo de ataque como una interrupción que hace que el trabajo del recurso o la máquina se detenga al no permitir que el tráfico llegue a él.
Son hackers los que suelen llevar a cabo este tipo de ataques .[cita requerida] con el objetivo de sacar un beneficio del recurso o máquina atacada.Hay distintas motivaciones que impulsan los ataques DDoS, entre las que se encuentran el chantaje a los propietarios de sitios web y la eliminación de sitios web, también aquellos sitios de alto perfil, como los sitios web de grandes bancos.
Se pueden adoptar y se están adoptando muchas medidas para prevenir este tipo de ataques, entre los que se incluyen eliminar los paquetes mal formados, usar filtros para evitar recibir paquetes de fuentes sospechosas, hacer que caduquen conexiones medio abiertas con mayor hostilidad, etc. También se pueden configurar SYN, ICMP y UDP en niveles más bajos para evitar que tales ataques DDoS dañen la red.